# バステト
バステト（Bastet, 古代エジプト語: bꜣstjt, コプト語: Ⲟⲩⲃⲁⲥⲧⲉ, Oubaste）またはバストは、エジプト神話に登場する女神。

## 概要
その名前の意味は「ブバスティスの女主」である。
バステトは猫の女神として知られる。しかし初めは猫ではなく雌ライオンの頭部を持った姿で崇拝された。紀元前1000年頃に猫の姿あるいは猫の頭部を持つ人間の姿とされるようになった。人間の姿の場合はしばしば手にシストラムという楽器（子供をあやすガラガラのような楽器）、盾、籠を持っている。
猫は古代エジプト人が初めて家畜化した動物と言われている。エジプト先王朝時代の紀元前6000年頃、ヒエラコンポリスの貴族の墓より猫の骨が発見されている。また紀元前4000年紀後半には家畜化されていたと考えられている。
このことから、初めはライオンの神として攻撃的な性格を持っていたが、他のライオンをモチーフとした神と差別化され、穏やかな神になったと言われる。

## 神話におけるバステト
通常、バステトは太陽神ラーの娘あるいは妹や妻とされることもある。
バステトはしばしば雌ライオンの頭を持つテフヌトやセクメト、ハトホルといった他の女神と同一視される。ここから、バステトはラーが人間を罰するために自らの左目を抉って地上に送り出し、大殺戮を行なった女神と捉えられ、「遠方の女神」や「ラーの目」といった物語群に属することとなる。
またテフヌトと同一視された関係でアトゥムの娘となり、アトゥムの敵であるアペプを倒すものとも見做され、天空の神という性格を得た。さらにハトホルと同一視されたことから音楽の神としての性格を得ている。
後代においては創造神プタハの妻とされた。ライオンの姿を持つ神マヘスはバステトの息子とされる。またアヌビスも時としてネフティスではなくバステトの息子であるとされる。
ただし固有の神話を持たず、特定の夫と息子の組み合わせは持たない。いずれも同一視された女神の夫や息子と組み合わされる。

## 信仰
バステト崇拝の中心地としては下エジプトのブバスティスが挙げられる。もともとバステトはブバスティスの地方神であったと考えられる。ブバスティスにおいて、猫はバステトの聖なる獣とされ、ミイラ化した状態で多数の猫が地下墓地に埋葬されていた。他の崇拝地としてはメンフィス、ヘリオポリス、テーベ、レオントポリス、ヘラクレオポリスが知られている。
初めバステトは「ラーの目」として人を罰する神として恐れられた。やがて「王の乳母」としてファラオの守護者といった役割を持ち、人間を病気や悪霊から守護する女神に変わった。また多産のシンボルとみなされ、豊穣や性愛を司り、音楽や踊りを好むともされる。さらに「蛇の首を刎ねる者」とされ家庭を守ると信仰された。
ギリシア人はバステトを、同じく人間を罰し、子供を守るというアルテミス、あるいは享楽と情愛の神としてアプロディーテーと比較した。
またクトゥルフ神話にも登場し、猫たちから信仰されたり、また残忍な人喰いの邪神として描かれる。

## ギャラリー

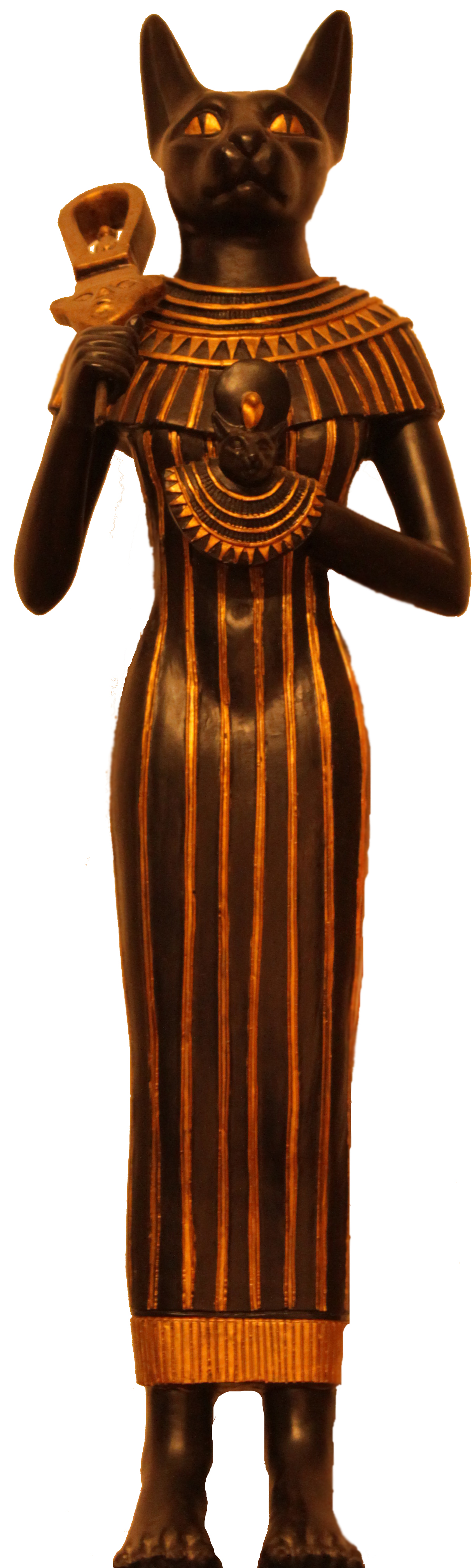
バステト像、現代のレプリカ
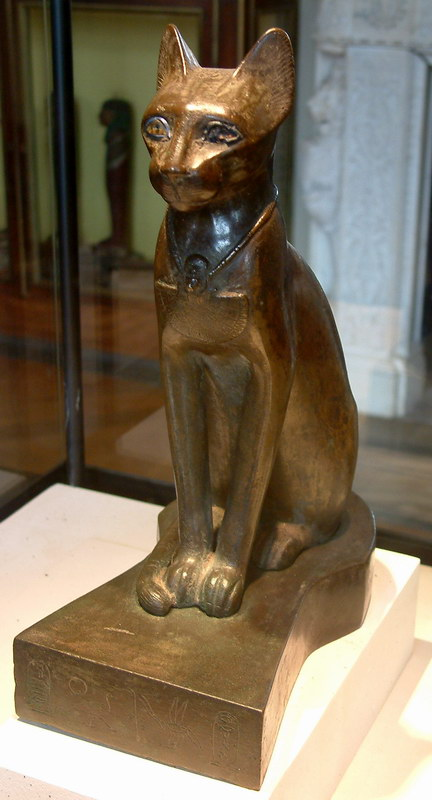
猫の姿をしたバステト
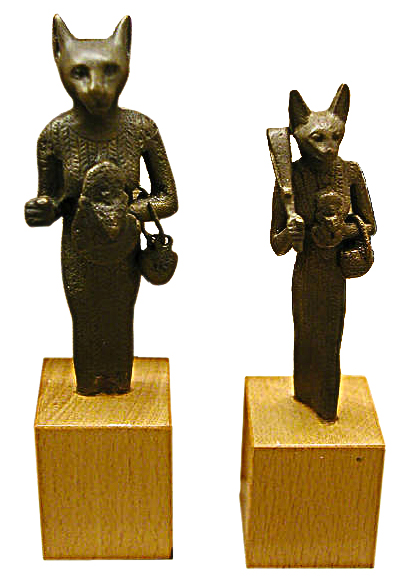
猫の頭部を持ったバステト
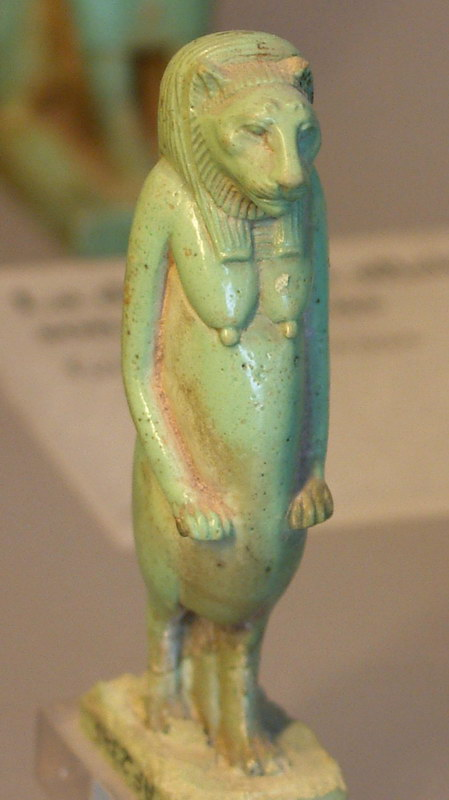
ライオンの頭部を持ったバステト